# S. Yizhar
Yizhar Smilansky (en hébreu : יזהר סמילנסקי) est un écrivain et homme politique israélien né le 27 septembre 1916 à Rehovot, et mort le 21 août 2006. Il est mieux connu sous son nom de plume S. Yizhar (en hébreu : ס יזהר), et est un grand innovateur de la littérature hébraïque moderne.
Son nom de plume lui a été donné par le poète et éditeur Yitzhak Lamdan, quand en 1938 il publie la première histoire de Yizhar, Ephraim Hozer La-Aspeset (Ephraïm retourne à la luzerne), dans la revue littéraire de celui-ci. Depuis lors, toutes ses œuvres sont signées de ce nom. Il décrit en 1948 dans Hashavuy (« Le captif » ), Yemey Ziklag (« Les jours de Ziklag ») et Khirbet Khizeh les exactions des troupes israéliennes à l'égard des Palestiniens.
Smilansky est élu à la première Knesset en 1949 sur la liste du Mapaï. Il est réélu à la deuxième Knesset. Il n'est pas réélu en 1955 mais à la suite de la démission d'Aharon Becker en 1956, il revient à Knesset. Smilansky est réélu aux quatrième et cinquième Knesset. En 1965, Smilansky rejoint le Rafi, un nouveau parti fondé par David Ben Gourion. Il est élu à la sixième Knesset sur la liste du Rafi mais démissionne de son mandat le 20 février 1967 et est remplacé par Aryeh Bahir.